# Zasłonak żółtobrzegi

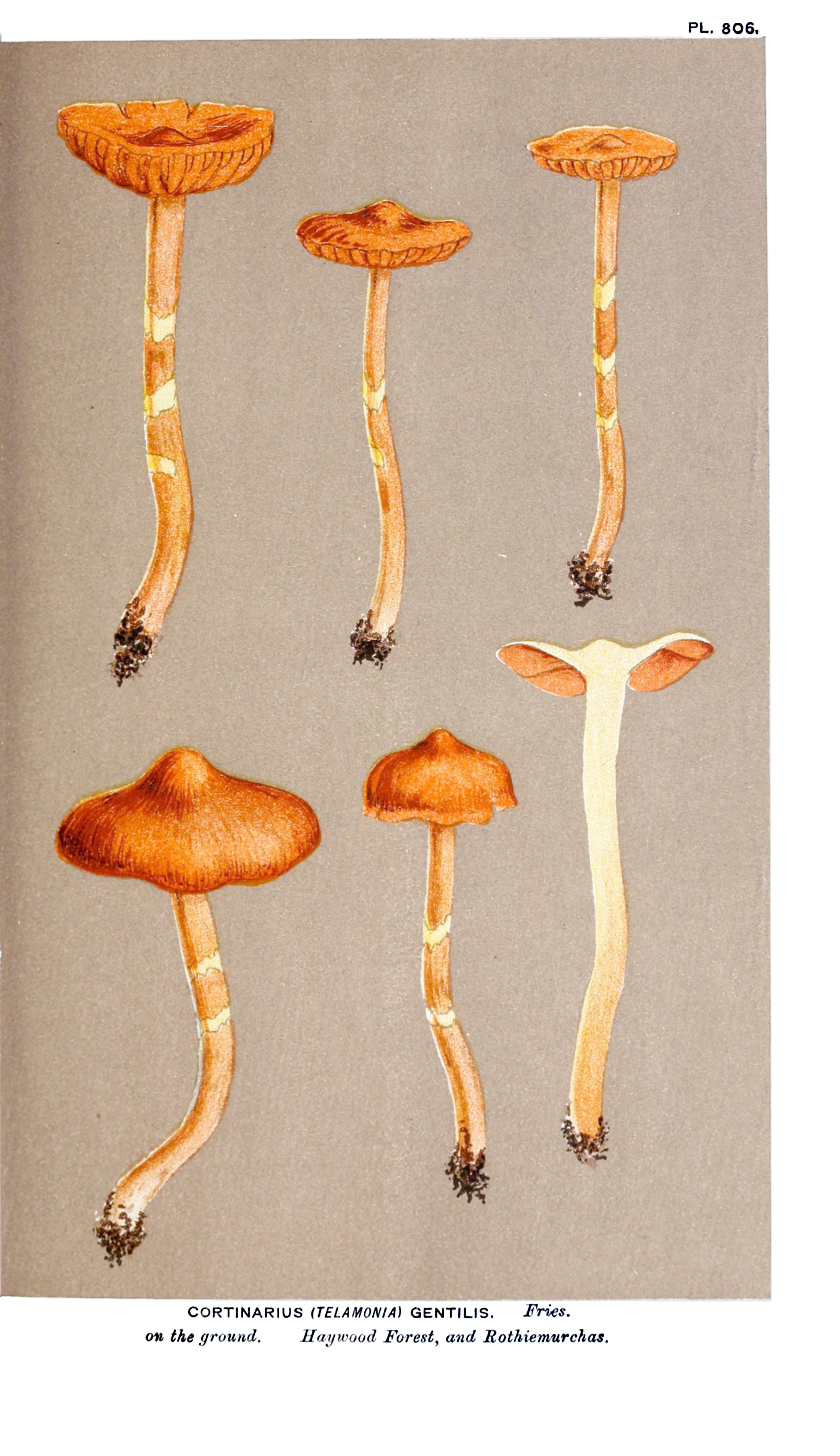

Zasłonak żółtobrzegi (Cortinarius gentilis (Fr.) Fr.) – gatunek grzybów należący do rodziny zasłonakowatych (Cortinariaceae).

## Systematyka i nazewnictwo
Pozycja w klasyfikacji według Index Fungorum: Cortinarius, Cortinariaceae, Agaricales, Agaricomycetidae, Agaricomycetes, Agaricomycotina, Basidiomycota, Fungi.
Po raz pierwszy zdiagnozował go w 1821 r. Elias Fries, nadając mu nazwę Agaricus gentilis. W 1838 r. ten sam autor przeniósł go do rodzaju Cortinarius.
Synonimy:

- Agaricus gentilis Fr. 1821
- Agaricus gentilis Fr. 1821 var. gentilis
- Agaricus gentilis? punctatus (Pers.) Fr. 1821
- Agaricus gentilis? spurius (Pers.) Fr. 1821
- Agaricus punctatus Pers. 1801
- Agaricus spurius Pers. 1801
- Cortinarius punctatus (Pers.) Fr. 1838
- Telamonia gentilis (Fr.) Wünsche 1877

Nazwę polską podał Andrzej Nespiak w 1975 r.

## Morfologia
Kapelusz
Średnica 2,5–5 cm, początkowo stożkowaty, potem dzwonkowaty, w końcu płaskowypukły. Powierzchnia wilgotna, gładka, o barwie od pomarańczowej do żółtobrązowej, początkowo z resztkami żółtej zasnówki.
Blaszki
Przyrośnięte, dość odległe, szerokie, początkowo żółtawobrązowe, potem rdzawe.
Trzon
Wysokość 2,5–7,5 cm, grubość 3–5 mm, cylindryczny, gładki, żółto-pomarańczowobrązowy. Początkowo pokryty brązowożółtą osłona, która potem zanika, pozostawiając po sobie tylko słabo widoczną strefę pierścieniową.
Zarodniki
Owalne, drobno brodawkowane, brązowawe, o rozmiarach 7–9 × 5,5–7 μm. Wysyp zarodników rdzawy.

## Występowanie i siedlisko
Znany jest w Europie i Ameryce Północnej. W Europie jest szeroko rozprzestrzeniony; występuje od Hiszpanii po około 65° szerokości geograficznej na Półwyspie Skandynawskim. W piśmiennictwie naukowym na terenie Polski do 2003 r. podano 4 stanowiska, w późniejszych latach podano następne.
Grzyb mykoryzowy. Rośnie na ziemi, w lasach iglastych, głównie pod świerkami. Grzyb trujący.